# Símbols nacionals de Belarús
Després que Belarús s'independitzés de la Unió Soviètica, el país va ressuscitar els símbols nacionals que eren usats abans de l'era soviètica. Aquests símbols incloïen una bandera de franges vermelles i blanques i un escut d'armes que consistia en un cavaller empunyant una espasa damunt un cavall sallent (Pahónia). Aquests símbols nacionals van ser reemplaçats pels símbols de l'era soviètica després del referèndum de 1995. Aquests dos símbols, juntament amb l'himne nacional (Mi, Belarussi), estan definits constitucionalment com els símbols nacionals de Belarús.

## Llei
En la Constitució de Belarús de l'any 1994 s'hi llisten els símbols nacionals del país (Article 19). Es pot llegir el següent:
| « | Els símbols de la República de Belarús com estat sobirà són la seva bandera nacional, emblema nacional i himne nacional. | » |

Cada símbol nacional es defineix en detalls en la seva respectiva llei, i els seus usos també es cobreixen en l'article de cadascun d'ells.

## Bandera nacional

Bandera nacional

La bandera nacional ha estat usada des del 7 de juny de 1995: fou un dels dos símbols adoptats en el referèndum d'aquest mateix any. La bandera és bicolor, amb dues franges vermella i verda, i està decorat a la part esquerra amb un disseny ornamental. La bandera actual és una modificació de la bandera de 1951, oficial quan el país era una república de la Unió Soviètica. En la versió soviètica, la falç i el martell estaven situats prop de la cantonada superior esquerra, i els colors ornamentals estaven invertits. Moltes banderes usades per oficials governamentals i agències estaven basades en la bandera nacional.
Tot i que fou reemplaçada, la bandera antiga de Belarús encara és utilitzada per aquells qui s'oposen al president belarús Aleksandr Lukaixenko. Aquesta bandera consistia en un fons blanc amb una franja vermella horitzontal a la part central; fou usada per la República Nacional Belarussa i també per la nació que existí immediatament després de la independència de la Unió Soviètica el 1991.

## Escut nacional

Emblema nacional

L'altre símbol escollit després del referèndum de 1995 fou l'emblema nacional. Els seus elements inclouen una cinta dels colors de la bandera nacional, el contorn del mapa del país, espigues de blat pel voltant i l'estrella roja. A la base de la cinta hi ha inscrit el nom del país en belarús. L'emblema fa al·lusió al que utilitzava l'RSS de Belarús, dissenyat per Ivan Dubàssov l'any 1950. En la versió soviètica, la falç i el martell estaven en el lloc del mapa de Belarús, i la cinta era completament vermella; a més a més, a les dues bandes de la cinta hi havia inscrit el lema soviètic Treballadors del món, uniu-vos! en belarús i en rus.
L'emblema nacional que era utilitzat a l'època de la República Nacional Belarussa i també just després que el país esdevingués independent el 1991 s'anomenava Pahónia: sobre fons vermell, amb camper de gules, carregat amb un cavaller amb armadura empunyant una espasa damunt un cavall sallent, tot d'argent; el cavaller duu un escut d'argent carregat amb una creu patriarcal d'or. Una variant del Pahónia s'usa en l'actualitat com escut d'armes de Lituània.

## Himne nacional
L'únic símbol que no canvià després de la independència del país fou l'himne nacional. Adoptat durant l'era soviètica, Mi, Belarussi ("Nosaltres, els belarussos") fou usat provisionalment fins al 2002. L'únic canvi ocorregut fou l'abandonament de la lletra de l'era soviètica, que fou canviada el 2002 per una de nova escrita per Uladzímir Karizni. La música fou composta per Niestsier Sakalouski. La raó donada per la qual es va mantenir la música de Sakalouski fou que es volien mantenir les tradicions històriques del país. Tot i que s'abandonaren les referències a Lenin, al Partit Comunista de la Unió Soviètica i a la idea de la fraternitat soviètica, a la lletra actual encara hi ha present el tema de l'"amistat dels pobles". Segons el Govern belarús, un cop l'himne nacional fou adoptat, el llarg procés per acceptar els tres símbols nacionals de Belarús fou finalment completat.

## Símbols històrics

Bandera (1991–1995)
Escut Pahónia (1991–1995)

## Símbols no oficials

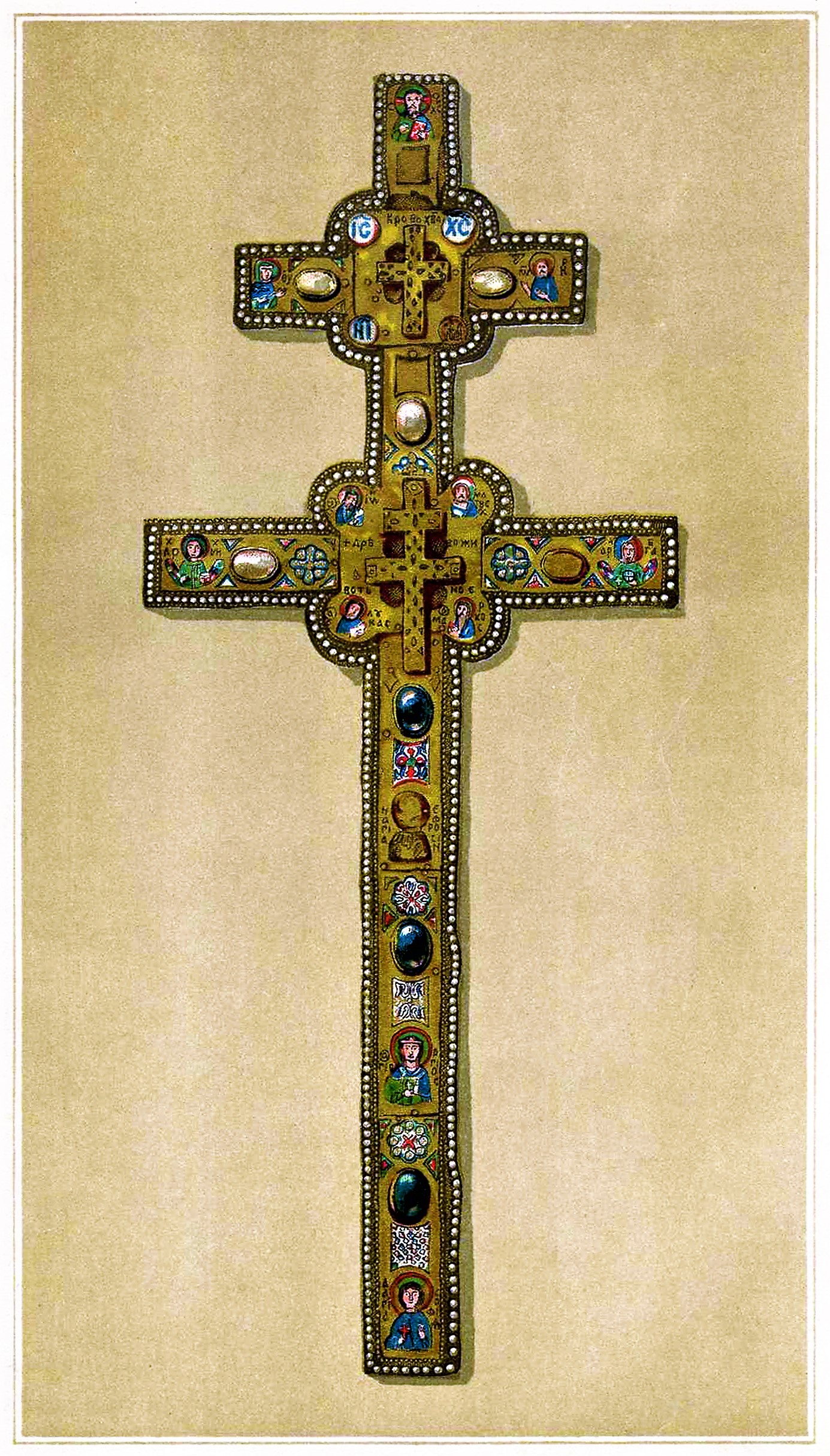
Creu de Santa Eufròsina

A part de la bandera, escut i himne nacionals, Belarús té diversos símbols no oficials. La Creu de Santa Eufròsina, una relíquia del segle xii que desaparegué durant la Segona Guerra Mundial, és considerada un símbol espiritual de Belarús. D'altra banda, el bisó europeu també és vist com un símbol del país i del bosc de Białowieża i, a més, apareix en els símbols de la província de Brest. Una altra mascota animal molt coneguda de Belarús és la cigonya.